# Thomas Sattelberger
Thomas Sattelberger (sinh ngày 5 tháng 6 năm 1949) là một nhà quản lý và chính khách người Đức của Đảng Dân chủ Tự do (FDP), người đã từng là nghị sĩ Bundestag từ bang Bavaria từ năm 2017.

## Đầu đời và giáo dục
Sinh ra ở Munderkingen, Baden-Württemberg, Sattelberger có bằng quản trị kinh doanh (Duale Hochschule).

## Sự nghiệp
Từ năm 1975, Sattelberger làm việc trong Tổng cục Giáo dục Trung ương của Daimler-Benz tại Stuttgart. Năm 1982, ông chuyển sang công ty con MTU, nơi trách nhiệm của ông bao gồm phát triển điều hành, cho đến khi ông trở lại công ty mẹ vào năm 1988 để trở thành Trưởng phòng Phát triển Quản lý & Giáo dục tại DASA năm 1989. Năm 1994, ông chuyển sang Deutsche Lufthansa ở Frankfurt với tư cách Trưởng phòng Điều hành và Phát triển Nhân sự Tập đoàn, nơi ông thành lập Trường Kinh doanh Lufthansa, trường đại học công ty đầu tiên ở Đức. Năm 2003, ông gia nhập Continental tại Hanover với tư cách là Phó chủ tịch điều hành Nhân sự và Giám đốc Lao động và năm 2007, ông giữ vị trí tương tự tại Deutsche Telekom ở Bon, nơi ông duy trì cho đến năm 2012.

## Đời tư
Sattelberger là người đồng tính công khai và sống với bạn đời của mình ở Munich.